# Hankovce (Humenné)
Hankovce (ungarisch Jánosvágása – bis 1907 Hankóc) ist eine Gemeinde im Osten der Slowakei mit 487 Einwohnern (Stand: 31. Dezember 2024), die zum Okres Humenné, einem Kreis des Prešovský kraj, gehört. Sie ist Teil der traditionellen Landschaft Zemplín.

## Geographie
Die Gemeinde befindet sich in den Niederen Beskiden im Bergland Laborecká vrchovina, im Tal des Laborec an dessen rechtem Ufer. Das Ortszentrum liegt auf einer Höhe von 182 m n.m. und ist 13 Kilometer von Humenné entfernt.
Nachbargemeinden sind Koškovce im Norden, Dedačov im Osten, über einen Berührungspunkt Veľopolie im Südosten, Ľubiša im Süden, Nižné Ladičkovce im Westen und Vyšné Ladičkovce im Nordwesten.

## Geschichte

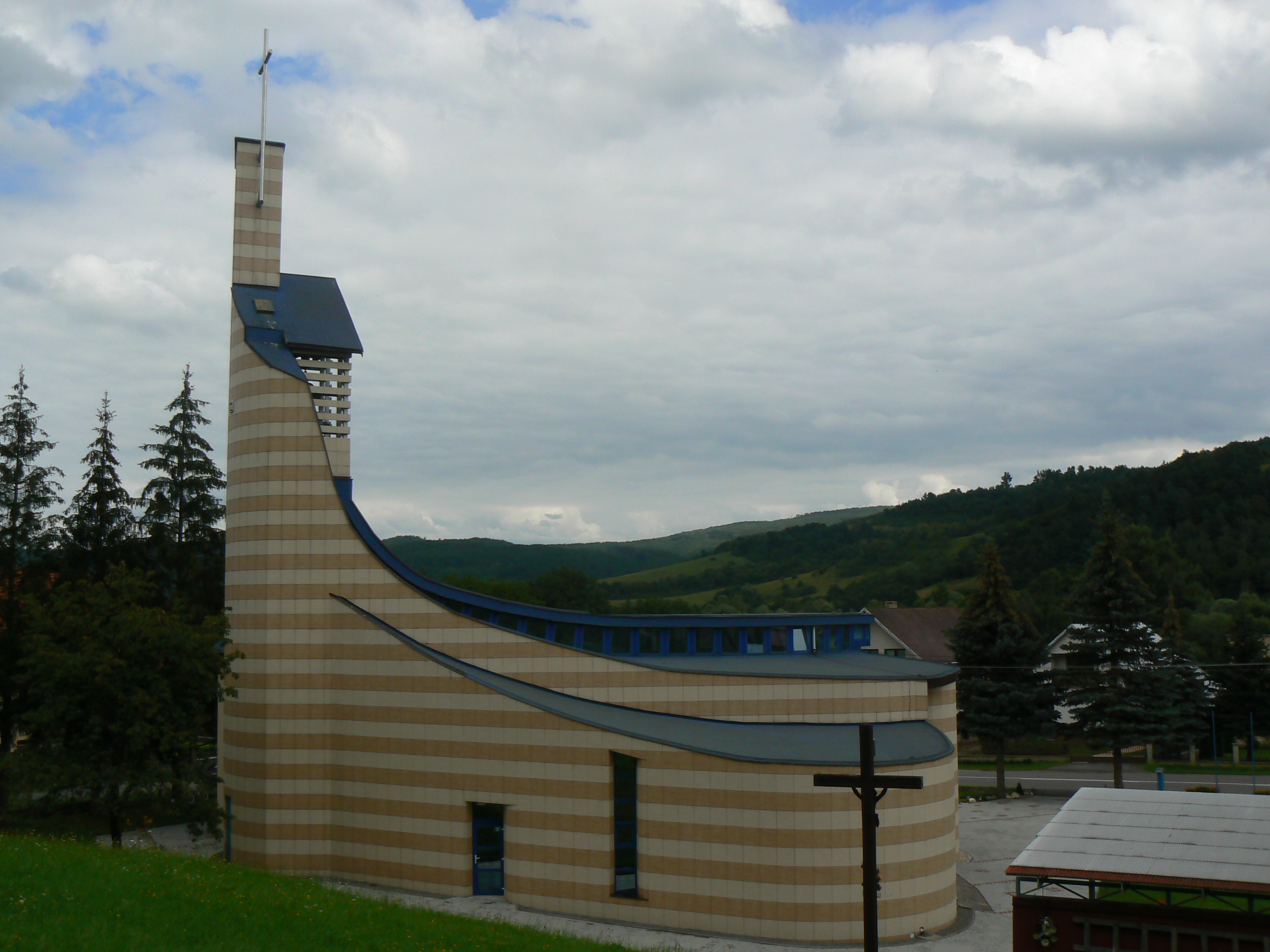
Kirche im Ort

Hankovce wurde in der zweiten Hälfte des 16. Jahrhunderts nach deutschem Recht gegründet und zum ersten Mal 1567 als Hankoc schriftlich erwähnt. Das Dorf war Teil des Drugeth'schen Herrschaftsgebiets von Humenné, im 18. Jahrhundert war es Besitz der Familien Csáky und Dravetzky, gefolgt vom Geschlecht Andrássy im 19. Jahrhundert. 1715 gab es 11 Haushalte. 1787 hatte die Ortschaft 40 Häuser und 352 Einwohner, 1828 zählte man 60 Häuser und 448 Einwohner, die als Viehzüchter und Waldarbeiter tätig waren.
Bis 1918 gehörte der im Komitat Semplin liegende Ort zum Königreich Ungarn und kam danach zur Tschechoslowakei beziehungsweise heute Slowakei. In der Zeit der ersten tschechoslowakischen Republik waren die Einwohner auch als Hersteller von Holzwerkzeugen beschäftigt. Nach dem Zweiten Weltkrieg wurde 1960 die örtliche Einheitliche landwirtschaftliche Genossenschaft (Abk. JRD) gegründet, ein Teil der Einwohner pendelte zur Arbeit nach Humenné

## Bevölkerung
| Jahr                | 1994 | 2004    | 2014    | 2024    |
| ------------------- | ---- | ------- | ------- | ------- |
| Anzahl der Personen | 557  | 567     | 536     | 487     |
| Unterschied         |      | +1,79 % | −5,46 % | −9,14 % |

| Jahr                | 2023 | 2024    |
| ------------------- | ---- | ------- |
| Anzahl der Personen | 486  | 487     |
| Unterschied         |      | +0,20 % |

Nach der Volkszählung 2011 wohnten in Hankovce 542 Einwohner, davon 535 Slowaken, drei Tschechen und zwei Russinen. Zwei Einwohner machten keine Angabe zur Ethnie.
525 Einwohner bekannten sich zur römisch-katholischen Kirche, neun Einwohner zur griechisch-katholischen Kirche und vier Einwohner zur orthodoxen Kirche. Bei vier Einwohnern wurde die Konfession nicht ermittelt.

## Bauwerke und Denkmäler
- moderne römisch-katholische Kirche Mariä Himmelfahrt aus dem Jahr 2003

## Verkehr
Durch Hankovce führt die Cesta II. triedy 559 („Straße 2. Ordnung“) von Humenné heraus und weiter nach Medzilaborce und Čertižné. Der Ort hat eine Haltestelle an der Bahnstrecke Michaľany–Łupków.